# Tramlijn Oud Gastel - Willemstad
De tramlijn Oud Gastel - Willemstad was een stoomtramlijn in Noord-Brabant van Oud Gastel via Stampersgat en Fijnaart naar Willemstad.

## Geschiedenis

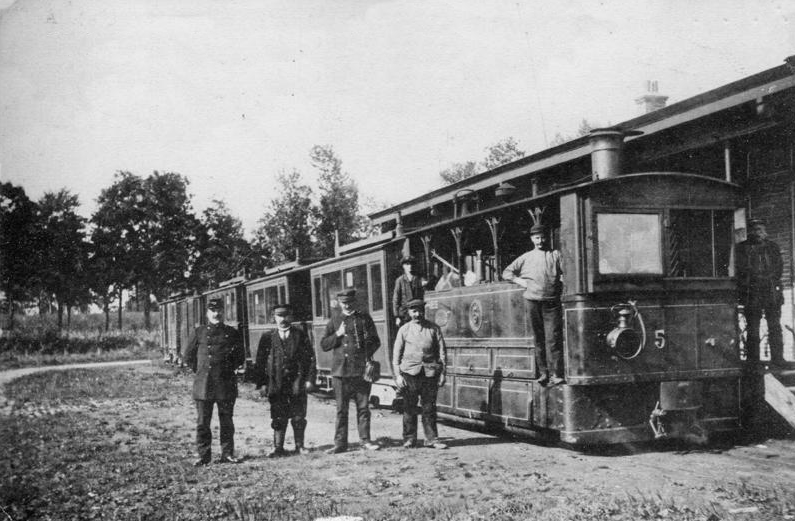
Tram van de Zuid-Nederlandsche Stoomtramweg Maatschappij staat in 1907 op het station in Willemstad klaar om naar Oud Gastel te rijden.

De plannen voor de aanleg van deze lijn bestonden al aan het eind van de 19e eeuw. Pas in 1906 wordt de lijn officieel geopend. Op 15 december 1906 werd de lijn geopend door de Zuid-Nederlandsche Stoomtramweg-Maatschappij (ZNSM) tussen Oud Gastel en het station van Willemstad. Aanvankelijk bestond er vanuit Roosendaal nog een overstap in Oud Gastel op de tram naar Willemstad, maar een paar jaar na de start reden er doorgaande trams van Roosendaal naar Willemstad. In 1926 werd de lijn verlengd tot de haven van Willemstad en gaf daarmee aansluiting op het veer naar Numansdorp. In Oud Gastel was er aansluiting op de ZNSM-lijn van Oudenbosch naar Steenbergen.
De rit van Roosendaal naar Willemstad duurde 1 uur en 25 minuten. De maximumsnelheid van de tram bedroeg 35 km/u, maar voorbij Oud Gastel mochten de trams op weg naar de vestingstad niet sneller dan 20 km/u rijden. Wetgeving in Noord-Brabant verbood dat tramlocomotieven floten in verband met de mogelijke geluidsoverlast. Daarom was elke tram voorzien van een luide bel. De trambaan was enkelsporig, maar op de plek van vaste haltes lag een dubbelspoor. Dat was niet bedoeld om de trams te kunnen laten passeren (dat was niet nodig - er waren niet zoveel ritten op een dag); de tweede sporen werden vaak gebruikt voor het laden en lossen van goederen. De tram werd immers niet alleen voor personenvervoer gebruikt, maar hij werd ook ingezet bij het vervoer van bijvoorbeeld suikerbieten tijdens de bietencampagne. Van Roosendaal naar Willemstad lagen de rails voornamelijk aan de rechterkant van de weg en grotendeels op eigen baan.
Tussen Roosendaal en Willemstad waren tien haltes opgenomen; een groot deel van deze 'haltes' waren 'alleen op verzoek'. Wilde een reiziger opstappen, dan moest hij een rode vlag of een rode lantaarn opsteken.
In de jaren dertig van de 20e eeuw kreeg de tramverbinding het financieel moeilijk. In 1935 werd hij opgeven voor het passagiersvervoer. Er reden nu autobussen tussen Roosendaal en Willemstad. De lijn werd nog wel een paar jaar voor goederenvervoer gebruikt, maar op 7 oktober 1934 werd het reizigersvervoer gestaakt, nadat de ZNSM was opgegaan in de Brabantsche Buurtspoorwegen en Autodiensten (BBA). Op 11 januari 1937 werd ook het goederenvervoer stilgelegd. Daarna werd de lijn opgebroken.

## Restanten
Van de lijn is weinig meer terug te vinden. Over het grootste gedeelte van de bedding zijn thans wegen aangelegd. In Stampersgat staat aan de Dennis Leestraat 15 nog het voormalige tramstation annex café.